# Blackground Records
Blackground Records 2.0 anciennement connu sous le nom de Blackground Records est un label de musique américain, lancé en 1993 par Barry Hankerson.
L'entreprise a été connu d'avoir signer avec la chanteuse Aaliyah, ainsi JoJo.
L'entreprise avait fermé en 2019 et elle était relancée par Barry Hankerson sous un nouveau nom de Blackground 2.0.

## Histoire
Barry Hankerson fonde Blackground en 1993 et fait signer sa nièce Aaliyah et R. Kelly et signe un contrat de distribution avec Jive.
Aaliyah et R. Kelly sont séparés et le contrat avec Jive arrive à échéance en 1996 et Hankerson signe un nouveau contrat avec Atlantic et fait signer Timbaland en 1997.
Le contrat avec Atlantic arrive à échéance en 2000 et Hankerson signe un nouveau contrat avec Virgin et fait signer Toni Braxton, après de la mort d'Aaliyah, le contrat prend fin en 2001.
Le contrat est de nouveau signé avec Universal Music Group et fait signer JoJo et le contrat avec Universal Motown prend fin en 2010 et avec Interscope prend fin en 2012. Blackground signe avec Reservoir Media en 2012, le contrat prend fin en 2019 et Blackground ferme en 2019.
Blackground est relancée en 2021 sous le nom Blackground 2.0 et signe un nouveau contrat avec EMPIRE Distribution.

### Identité visuelle (logo)

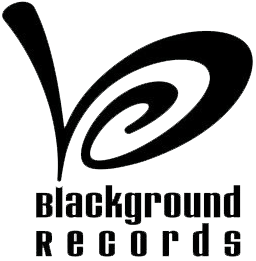
Logo de Blackground Records de 1993 à 2019
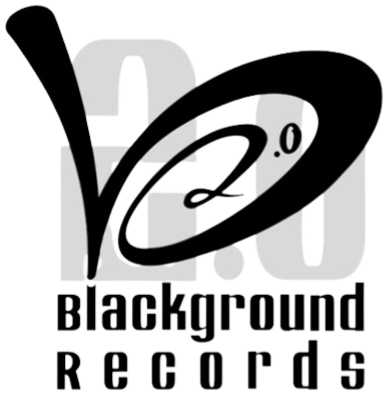
Logo de Blackground Records 2.0 depuis 2021

## Artistes
- Aaliyah
- JoJo
- Timbaland
- Toni Braxton